# Robert Sidney Cahn
Robert Sidney Cahn (* 9. Juni 1899 in Hampstead, London; † 15. September 1981) war ein britischer Chemiker.
Er ist bekannt für Beiträge zur chemischen Nomenklatur und zur Stereochemie. Cahn, Christopher Kelk Ingold und Vladimir Prelog schlugen 1966 die Cahn-Ingold-Prelog-Konvention vor.
Er war Fellow des Royal Institute of Chemistry und 1949 bis 1963 Herausgeber des Journal of the Chemical Society und war danach bis zu seiner Pensionierung 1965 Direktor für Veröffentlichungen der Chemical Society. 

## Schriften
- An introduction to chemical nomenclature, Butterworths Scientific 1959, 5. Auflage mit O. C. Dermer 1979

| Personendaten    | Personendaten       |
| ---------------- | ------------------- |
| NAME             | Cahn, Robert Sidney |
| ALTERNATIVNAMEN  | Cahn, R. S.         |
| KURZBESCHREIBUNG | britischer Chemiker |
| GEBURTSDATUM     | 9. Juni 1899        |
| GEBURTSORT       | Hampstead, London   |
| STERBEDATUM      | 15. September 1981  |